# 尻腐病

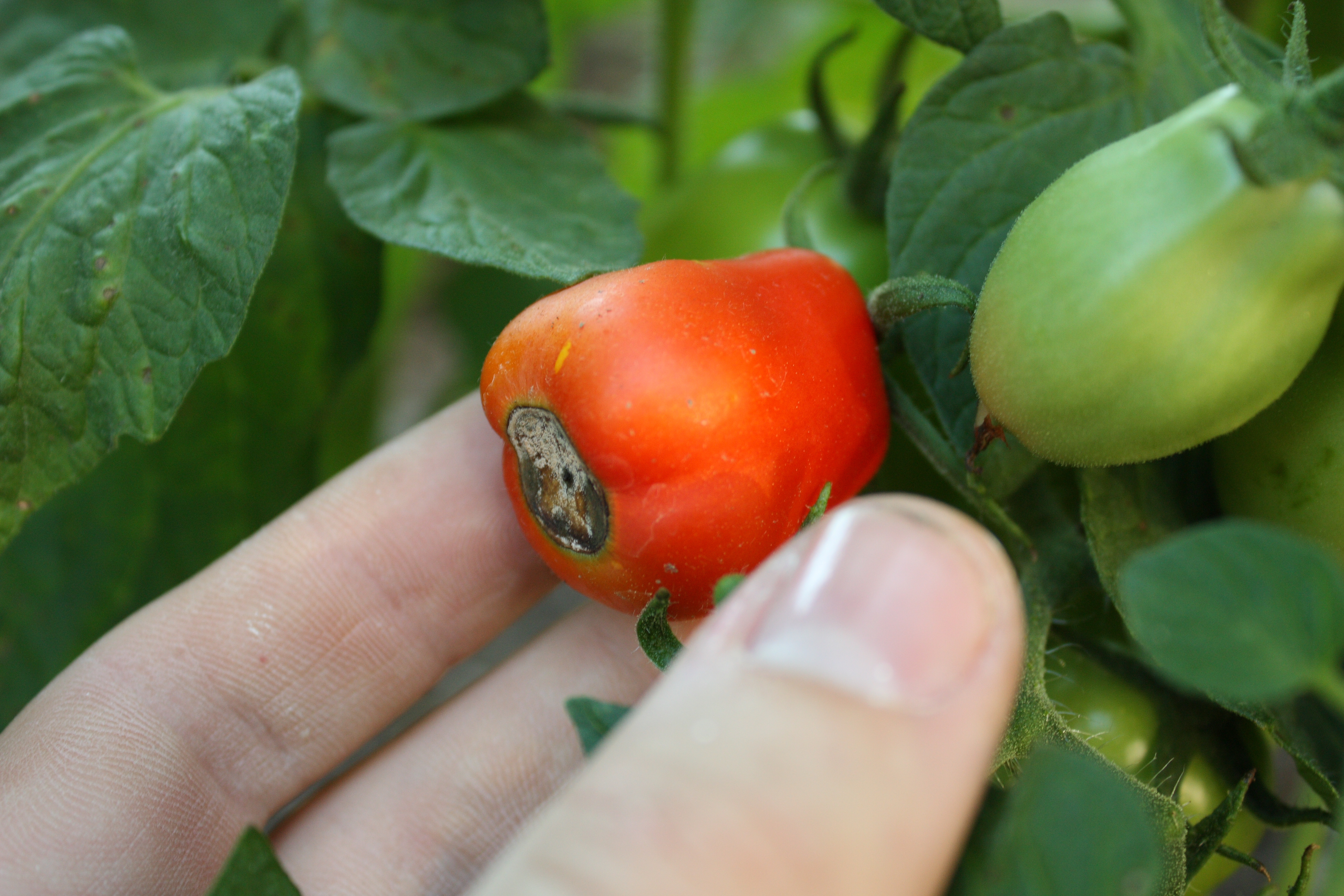
トマトにおける尻腐れ

尻腐病（しりくされびょう、英語: Blossom end rot, Bottom rot）または単に尻腐れは、植物に起きる病気の一種。病変した果実は尻腐れ果と呼ぶ。
本項ではトマトに代表されるナス科の尻腐病について記載する。

## 歴史
古くから存在が知られた。1950年代にはカルシウム欠乏が原因であると考えられるようになった。
しかし、直接原因のカルシウム欠乏をもたらす原因が複雑であるうえ、対策も難しいことから現代においても広く発生が認められる。

## 原因
カルシウム欠乏症によって起こる生理障害である。カルシウム不足によって細胞壁・細胞膜の安定が失われ、細胞自体の膨圧によって変形、組織が壊死して病変する。このとき、カルシウムは組織の先端ほど欠乏することから、特に尻の部分で症状が発生することになる。
土壌自体のカルシウム不足よりも、植物自体のカルシウム吸収阻害、あるいは果実部にカルシウムが行き届かないといった原因による発生が多い。土壌中にカルシウムが十分量含まれていても、高温・土の乾燥などカルシウム吸収が抑制される環境によって尻腐れが助長されることに注意する。
なお、カルシウムは水溶性であることが多いため、降雨量が多い日本では土壌がカルシウム不足になりやすい傾向にある。石灰資材を用いてカルシウムを補うだけでは解決せず、土壌のphを高めてしまう。

## 予防

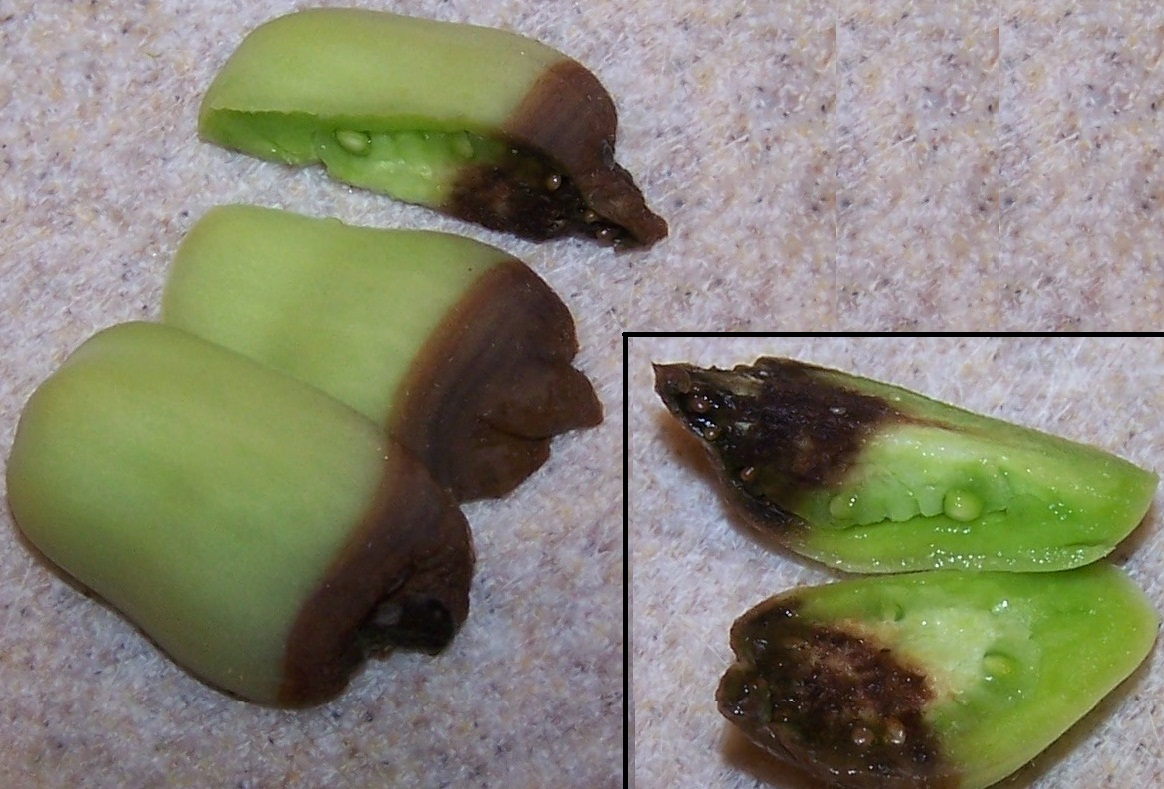
ピーマンにおける尻腐れ

- カルシウム不足のほか、ケイ素不足を避ける[7]。
- 高温を避ける[5][7]。
- 土壌の乾燥を避ける[5][6]。
- 追肥は少量ずつにする[5][6]。
- アンモニアの代わりに硝酸態窒素を使用する[6]。
- 果実肥大期において、下位葉を多少葉かきする[6]。
- 果実付近の風通しを確保する[6]。

## 対応
尻腐れは回復することがないため、果実全体を取り除くことで植物全体の負担を減らす。

### 利用
見た目は損なわれているが、病変箇所を取り除けば食用には問題ない。日本では尻腐れトマトについて、農産物直売所においてそのまま店頭に並べたり、ジュースなどに加工して販売する事例が紹介されている。